# ديك غراي (لاعب كرة قاعدة)
ديك غراي (بالإنجليزية: Dick Gray)‏ هو لاعب كرة قاعدة أمريكي، ولد في 11 يوليو 1931 في جيفيرسون غريني مقاطعة في الولايات المتحدة، وتوفي في 8 يوليو 2013 في آناهايم في الولايات المتحدة بسبب قصور القلب.

## وصلات خارجية
- ديك غراي على موقعبيزبول رفرنس.كوم (الدوري الرئيسي) (الإنجليزية)
- ديك غراي على موقعبيزبول رفرنس.كوم (الدوري الثانوي) (الإنجليزية)